# Inkubo
Inkubo (englisch auch Incubus) ist der Titel eines Schwarzweiß-Spielfilms von 1966 mit William Shatner, der auf Esperanto gedreht wurde.

## Geschichte
Der Film galt lange Zeit als verloren, da das Original bei einem Brand zerstört wurde und alle Kopien als verschollen oder vernichtet galten. Eine Kopie mit französischen Untertiteln wurde jedoch schließlich in der Cinémathèque Française in Paris gefunden. Der US-amerikanische SciFi-Channel finanzierte die Restaurierung und gab den Film im Jahr 2001 mit englischen und französischen Untertiteln auf DVD heraus.

## Bedeutung
Inkubo war nach Angoroj (1964) der zweite und bis 2006 auch letzte Spielfilm, der in der Plansprache Esperanto gedreht wurde. Der Regisseur untersagte es, den Film in andere Sprachen zu synchronisieren.
Ein kurzer Ausschnitt aus Inkubo wird in dem Film Blade: Trinity (2004) zitiert.

## Handlung
Der Film spielt im Dorf Nomen Tuum (lateinisch: „Dein Name“), wo es eine Quelle gibt, die Kranke heilen und Personen schöner machen kann. Deswegen kommen auch viele eitle oder korrupte Individuen in das Dorf, um sich verschönern zu lassen. Das Dorf genießt traurige Berühmtheit sowohl für sein magisches Wasser als auch als Platz für Dunkelheit und Dämonen. Succubi locken die verdorbenen Seelen, die nach Nomen Tuum kommen, um sie in den Tod zu führen und ihre Seelen in der Hölle dem Gott der Finsternis darzubieten. Der bekannte junge Sukkubus Kia verabscheut die Hölle, wegen ihrer Aufgabe Sünder dorthin zu leiten. Kia behauptet, dass ihre Kräfte verschwendet werden, und sie etwas Anregenderes als Beute benötigt. Ihre Schwester, der Sukkubus Amael, warnt sie vor der Gefahr, die eine reine Seele mit sich bringt: Liebe. Kia bleibt bei ihrem Vorhaben und versucht, einen Geistlichen zu finden, den sie zur Dunkelheit verführen kann. Doch nachdem sie das Verhalten der Geistlichen beobachtet hat, stellt sie fest, dass diese Männer genauso schuldig und klug sind wie ihre früheren Opfer.
Sie findet bald ein geeignetes Opfer. Der junge Soldat Marc kommt mit seiner Schwester Arndis zum heiligen Wasser, um seine Kampfwunden zu heilen. Kia verfolgt die beiden Geschwister und gibt vor, sich verirrt zu haben. Nach einer kurzen Sonnenfinsternis überzeugt Kia Marc, sie zum Meer zu begleiten. Während der Sonnenfinsternis wird Arndis blind, weil sie in den Himmel geschaut hat. Sie stolpert desorientiert umher, um Marc zu finden. Marc und Kia fühlen sich schnell zueinander hingezogen.
Marc möchte keine engere Beziehungen mit Kia haben, bevor sie nicht verheiratet sind. Als Kia schläft, nimmt Marc sie in die Dorfkirche mit. Kia flieht vor der Kirche, weil sie durch den Anblick Christi und der Heiligen verwirrt ist. Sie fühlt sich sowohl von den christlichen Figuren als auch von Marcs reiner Liebe abgestoßen, und seine Reinheit macht sie krank.
Amael und Kia denken über Rache an Marc nach, der Kia mit seinem Akt der Liebe verunreinigt hat. Amael beschwört einen Incubus herauf, der Marc zu töten versucht und Arndis vergewaltigt und ermordet. Als Marc für seine Schwester betet, macht er das Zeichen des Kreuzes, und die lauernden Dämonen schrecken vor Entsetzen zurück. Er wehrt sich gegen den Angriff des Inkubus und scheint ihn getötet zu haben. Amael sagt ihm, Marc habe einen Mord begangen. Kia folgt dem sterbenden Marc in die Kirche. Dort bekennt sie ihm ihre Liebe. Der auferstandene Incubus interveniert und behauptet, dass sie dem Gott der Finsternis gehöre. Kia trotzt ihm und macht zu ihrer eigenen Überraschung das Zeichen des Kreuzes. Daraufhin verwandelt sich der Incubus in einen Ziegenbock und ringt sie zu Boden.
Nach dem Kampf behauptet sie, dem Gott des Lichts zu gehören, und kriecht in Richtung Marc, der sie umarmt. Die letzte Szene zeigt, wie das Paar ungläubig zur Umgrenzung der Kirche starrt, während der Ziegenbock auf sie zurückstarrt.